# Anthomyia edwardsi
Anthomyia edwardsi är en tvåvingeart som först beskrevs av Malloch 1934.  Anthomyia edwardsi ingår i släktet Anthomyia och familjen blomsterflugor. Inga underarter finns listade i Catalogue of Life.